# ماليشفي
ماليشفي (بالألبانية: Malishevë) هي مدينة وبلدية تقع في مقاطعة بريزرن في كوسوفو. وفقا لتعداد 2011، يبلغ عدد سكان المدينة 3,395 نسمة، بينما يصل إجمالي سكان بلدية ماليشفي إلى 54,613 نسمة.

## تاريخ المدينة
على امتداد التاريخ، غالبية سكان المدينة كانوا من الألبان. في 1998، خلفت القوات الصربية دمارا واسعا في المدينة، ولم يعد سكان المدينة إلى منازلهم إلا بعد انسحاب القوات الصربية رضوخا للضغوط الدولية.